# Heliconius amandus
Heliconius amandus är en fjärilsart som beskrevs av Grose-smith och Kirby 1892. Heliconius amandus ingår i släktet Heliconius och familjen praktfjärilar. Inga underarter finns listade i Catalogue of Life.